# Городокский район (Хмельницкая область)
Городо́кский райо́н (укр. Городоцький район) — упразднённая административная единица на западе Хмельницкой области Украины. Административный центр — город Городок.

## География
Площадь 1 110 км².

## История
23 сентября 1959 года к Городокскому району была присоединена часть территории упразднённого Сатановского района.
17 июля 2020 года в результате административно-территориальной реформы район был упразднён, его территория вошла в состав Хмельницкого района.

## Демография
Население района составляет 46 139 человек (данные 2019 г.), в том числе в городских условиях проживают 18 439 человек, в сельских — 27 700 человек.

## Населённые пункты
Список населённых пунктов района находится внизу страницы

## Культура
В 1934—1935 годах в Городокском районе выходила польскоязычная газета «Szturmowiec Nadzbruczański» — орган райкома КП(б)У.